# Polypodium kuhlmannii
Polypodium kuhlmannii är en stensöteväxtart som beskrevs av Gonçalo António da Silva Ferreira Sampaio. Polypodium kuhlmannii ingår i släktet Polypodium och familjen Polypodiaceae. Inga underarter finns listade.